# أنطوانيت بورتون
أنطوانيت بورتون (بالإنجليزية: Antoinette Burton)‏ هي مؤرخة أمريكية، ولدت في 22 أكتوبر 1961.